# Шејдовање
Шејдовање je жаргонски израз за одређену врсту увреде, често невербалне.

## Историјат
Први пут је употребљен у роману Џејн Остин Мансфилд парк 1814. године. Према стручњаку за родне студије Џону Ц. Хоулију представља процес заштите од исмевања или вербални или психолошки напад на друге на охол или погрдан начин. Користила га је радничка класа Њујорка 1980-их. 
Постао је познат широј јавности у документарном филму Париз гори Џени Ливингстон средином 1980-их на Менхетну. Доријан Кори у документарцу објашњава да термин потиче од „праве уметничке форме увреда”. Као пример наводи „не кажем ти да си ружна, али и не морам да ти кажем јер знаш да си ружан”. Вили Ниња, који се такође појавио у филму, описао је шејдовање 1994. године као невербални одговор на вербално или невербално злостављање. Како наводи, односи се на коришћење одређених манира у борби.
Е. Патрик Џонсон шејдовање одређује као игнорисање некога. Merriam-Webster га дефинише као „суптилан, подругљив израз презира или гађења према некоме – понекад вербално, а понекад не”. Додатно га је популаризовала америчка ријалити-такмичарска телевизијска eмисија Руполова дрег трка, која је премијерно приказана 2009. године.